# NBPF12
NBPF12 (англ. Neuroblastoma breakpoint family member 12) – білок, який кодується однойменним геном, розташованим у людей на 1-й хромосомі. Довжина поліпептидного ланцюга білка становить 269 амінокислот, а молекулярна маса — 31 307.
| 10         |  | 20         |  | 30         |  | 40         |  | 50         |
| ---------- |  | ---------- |  | ---------- |  | ---------- |  | ---------- |
| MDEIEKYQEV |  | EEDQDPSCPR |  | LSRELLAEKE |  | PEVLQDSLDR |  | CYSTPSGYLE |
| LPDLGQPYRS |  | AVYSLEEQYL |  | GLALDVDRIK |  | KDQEEEEDQG |  | PPCPRLSREL |
| LEVVEPEVLQ |  | DSLDRCYSTP |  | SSCLEQPDSC |  | QPYRSSFYAL |  | EEKHVGFSLD |
| VGEIEKKGKG |  | KKRRGRRSKK |  | KRRRGRKEGE |  | EDQNPPCPRL |  | NSVLMEVEEP |
| EVLQDSLDRC |  | YSTPSMYFEL |  | PDSFQHYRSV |  | FYSFEEQHIT |  | FALDMDNSFF |
| TLTVTSLHLV |  | FQMGVIFPQ  |  |            |  |            |  |            |

A: Аланін

C: Цистеїн

D: Аспарагінова кислота

E: Глутамінова кислота

F: Фенілаланін

G: Гліцин

H: Гістидин

I: Ізолейцин

K: Лізин

L: Лейцин

M: Метіонін

N: Аспарагін

P: Пролін

Q: Глутамін

R: Аргінін

S: Серин

T: Треонін

V: Валін

Локалізований у цитоплазмі.